# Вивільга лусонська
Вивільга лусонська (Oriolus albiloris) — вид співочих птахів родини вивільгових (Oriolidae).

## Поширення
Ендемік філіппінського острова Лусон. Природним середовищем існування є субтропічні або тропічні вологі низинні ліси.